# JazzOnze+
JazzOnze+, ou Jazz Onze Plus, est un festival de musique jazz fondé en 1986 qui a lieu en automne dans la ville suisse de Lausanne.

## Histoire
Les trois premières éditions du festival, entre 1986 et 1989, sont organisées par Paul Jorg au Casino de Montbenon et présentent diverses formations menées par Popol Lavanchy, Olivier Magnenat ou Franco Ambrosetti. Francine et Serge Wintsch prenne la direction du festival durant 4 ans, dont l'édition 1990 accueille notamment Maurice Magnoni au Palais de Beaulieu,. Pierre Küffer se charge de l'organisation des deux années suivantes, puis laisse à nouveau sa place au couple Wintsch, dès la 10e édition en 1997, qui s'étend sur 10 jours,.
En 2012, la 25e édition rend hommage à Popol Lavanchy et propose également une création originale par un septuor de contrebasses. La 28e édition signe la fin de l'ère Wintsch, qui passent la direction à Gilles Dupuis dès l'édition 2016,,.
Au fil des ans, le festival a lieu dans différents lieux culturels de la ville de Lausanne, dont le Casino de Montbenon, le Palais de Beaulieu, le Mudac, l'École de Jazz et de Musique actuelle, La Datcha, au BCV Concert Hall et aux Docks. Il voit également passer nombre d'artistes connus et reconnus, tels que Marcus Miller, Christian Scott, Gabriel Zufferey, Richard Galliano, Gary Peacock, Steve Coleman, le Vienna Art Orchestra ou encore McCoy Tyner.

## Discographie
Pour sa 30e édition en 2017, le festival édite un double album de pièces musicales enregistrées tout au long des éditions. Elles englobent les prestations de Georges Adams (1991), Dhafer Youssef (2010) ou encore Christian Scott (2015).